# BackupHDDVD
BackupHDDVD es una pequeña utilidad disponible para la interfaz de línea de comandos e GUI que ayuda en el descifrado de discos HD DVD protegidos por el Sistema Avanzado de Acceso a Contenido. Es usado para hacer una Copia de seguridad a los discos. El código fuente fue publicado en línea, pero no fue dada información sobre la licencia; por eso BackupHDDVD puede ser considerado freeware (pero no es software libre ni de dominio público).
Escrito por un programador anónimo usando el usuario "Muslix64", BackupHDDVD es distribuido sin ninguna clave de criptografía necesaria para el descifrado. Los usuarios que deseen usar el programa para descifrar HD DVD protegidos deben obtener las claves necesarias por separado.